# Ashvins
Els Ashvins (sànscrit: अश्विन, 'propietari de cavalls') o Ashwini Kumaras són déus bessons del cel en el Rig-veda, fills de Saranyu, deessa dels núvols i muller de Vivasvat (una forma de Súrya, el déu solar). Representen la sortida del Sol i, segons la mitologia, apareixen just abans de l'albada amb un carro daurat. Dits igualment Natasyas, són els metges dels déus i, alhora, són els déus de la medicina aiurvèdica. Són deïtats benèvoles i auxiliadores i patrons dels cavalls, el bestiar i l'agricultura.
Són invocats juntament amb Mitra, Varuna i Indra a les tauletes de Boğazköy. Formen part de les deïtats de la literatura vèdica que foren parcialment eclipsades per deïtats hindús posteriors.
El culte als Ashvins deriva del culte indoeuropeu als bessons divins. En aquest sentit, són assimilables als Dioscurs de la mitologia grega.